# 梶原朝景
梶原 朝景（かじわら ともかげ）は、鎌倉時代初期の武士。鎌倉幕府初期の有力御家人・梶原景時の弟。

## 略歴
兄と同じく源頼朝に仕え、元暦2年（1185年）土佐平定の命を受けて治承・寿永の乱の戦後処理に当たりその後は在京御家人として活動。法性寺観自在院領だった山城国相楽郡木津庄を兄・景時の指示で押領し、後年まで院庁より頼朝に対して押領停止が要請されている。同年、自身は刑部丞に、子の景定は兵衛尉に任じられるが、頼朝の推挙を受けていなかったため、同時に任官した東国出身の在京武士ともども頼朝より譴責されている。文治2年（1186年）東国武士らが荘園を押領しているという徳大寺実定の訴えを頼朝に取り次いでいる。実定とは懇意の間柄だったようで、景時・朝景揃って恩を受けていたという。禁獄中だった平庄司という盗賊の首領が脱獄した際にはこれを捜索、追捕して検非違使に引き渡すという功を挙げた。また頼朝と敵対して逐電した源義経の捜索や、親義経派の調査などを行っている。同年9月、鎌倉に帰参して在京中の職務を復命した。
文治5年（1189年）奥州合戦に一族ともに従軍。建久元年（1190年）頼朝が上洛した際には後陣の一番として随行した。建久4年（1193年）大江行義の娘より、美作国久米郡神目の所領を横領したことを頼朝に訴えられる。押領は正当なもとの認められたものの、頼朝の説得に応じて行義の娘に所領を返還した。同年の富士の巻狩りにも一族ともに参加。また文覚が備前国の東大寺造営領で不当な行いをしていたため、安達清経とともに譴責使として京都へ派遣され、文覚の弁明書を持って鎌倉へ戻っている。建久6年（1195年）の頼朝上洛にも随行した。
正治2年（1200年）梶原景時の変の際には兄の景時に従うが、景時が駿河国で殺害されると北条時政の元へ降伏し、工藤行光に武具を差し出した。建暦3年（1213年）北条氏と対立していた和田義盛に与し、和田合戦では梶原景衡・景盛・景氏らとともに義盛方に加わったが、義盛らが討たれた5月3日の合戦で同族の太郎・小次郎とともに戦死した。